# L5 (groupe)
Pour les articles homonymes, voir L5.
Ne doit pas être confondu avec L7 (groupe).
L5 est un groupe de musique français. Il est formé des cinq femmes qui ont remporté la première saison de l'émission Popstars, un télé-crochet diffusé par la chaîne de télévision M6. Plus de 10 000 personnes avaient participé aux divers castings organisés par la chaîne. Elles forment un groupe à cinq jusqu'en 2007. Par la suite, elles ne sont plus que 3, Louisy Joseph ayant décidé de ne pas reformer le groupe avec ses anciennes partenaires ainsi que Claire Litvine qui ne fera pas partie de la suite de l'aventure.
Fin 2010, Alexandra et Marjorie annoncent relancer le groupe sous un autre nom, Elles 2. Elles sont annoncées en août dans trois villes pour trois concerts au cours desquels elles reprendront les plus grands hits du groupe qui les ont fait connaître.
En avril 2016, Marjorie, Coralie et Alexandra annoncent leur retour sous le nom de New L5, accompagnées de deux nouvelles membres, Adeline et Julie,,,.
En 2022, Claire et Louisy Joseph réintègrent le groupe le temps d’une soirée spéciale sur M6 tandis que Adeline et Julie restent membre du groupe pour la tournée.
En 2023, malgré le fait que Claire et Louisy Joseph ne se produisent pas avec les L5, le groupe annonce que Adeline a quitté le groupe et que Julie le quittera en août.
Le groupe compte plus de 4 400 000 disques vendus (2 000 000 d'albums et 2 400 000 singles).

## Biographie

### Débuts etRetiens-moi(2001—2004)
Le groupe est formé en 2001 dans l'émission Popstars. Concernant le nom du groupe, les cinq gagnantes de l'émission, Lydy, Marjorie, Coralie, Alexandra et Claire, « choisissent » le nom de L5 en référence au casting où Alexandra portait le badge L5 lors des auditions. Ce nom est également un jeu de mots, le groupe étant constitué de cinq chanteuses (« elles cinq »). Certains y ont vu aussi une allusion à la chaîne M6, qui diffusait l'émission Popstars, tout comme la cinquième chaîne de télévision privée en France La Cinq de 1986 à 1992 et deux ans plus tard la cinquième chaîne du service public en France à la télévision depuis 1994 la petite cousine de Francetélévisions sur le nom de La Cinquième puis France 5 ou encore depuis 1984 la télévision internationale sur le service public TV5 puis TV5 Monde.
Leur premier single, intitulé Toutes les femmes de ta vie, sort en décembre 2001 et dans la foulée de l'émission, se vend à 1,6 million d'exemplaires (disque de diamant). Les ventes de leur premier album, L5, s’élèvent à 1,2 million, mais les singles suivants ne rencontrent pas un aussi grand succès : Une étincelle se vend à 250 000 exemplaires et Question de survie à 70 000 exemplaires. Si l'album est composé de titres pop suédois très en vogue alors, il contient également des compositions originales de Doriand, associé à Régis Ducatillon et Jérémy Olivier, ou de Maxim Nucci, qui le réalise, ce qui le distingue du premier album de Star Academy qui sort au même moment. À la fin de l'exploitation de l'album, le groupe réalise une première tournée qui remporte un grand succès.
Alors que leur carrière semble s'essouffler, le groupe entre à nouveau en studio en juillet 2002 pour enregistrer son second album Retiens-moi. Poursuivant sur leur lancée, on y trouve des adaptations de titres suédois (parmi lesquels Retiens-moi, adaptation française de Once Again, par le groupe espagnol UPA Dance, ainsi que Toujours là qu'elles signent collectivement), la reprise du titre Maniac (extrait du film Flashdance) et quelques chansons de Maxim Nucci et Thierry Samoy, auteur pour le premier album de Jean-Pascal. L'album profite du regain d'intérêt provoqué par la diffusion de Popstars 2 et s'écoule à 500 000 exemplaires (disque de platine, dont une entrée en première place des ventes d'album). Quatre singles sont extraits de l'album, qui est certifié disque de diamant, dont les singles Aime et Maniac qui décrochent respectivement un Top 13 et 9 au Top Singles. En avril 2003, les filles doublent la version française du film La Famille Delajungle, le film. Fin 2003, leur tournée de 25 dates en France, Belgique et Suisse remporte un grand succès. Un album et un DVD live en sont réalisés, dont le dernier fait une entrée à la troisième place des ventes de DVD musicaux en France.

### Turbulenceset départ de Claire L (2005—2006)
Pour relancer l'intérêt des fans, les L5 sont les héroïnes d'une bande dessinée, Histoires d'elles 5 qu'elles présentent lors du 32e Festival d'Angoulême, en janvier 2005. Le même mois sort leur troisième album, Turbulences. Les filles se sont, plus encore que sur Retiens-moi, impliquées dans l'écriture de l'album, puisqu'elles y signent huit des quatorze titres. Elles y abandonnent aussi presque totalement les titres suédois. Le premier extrait, Déconnecter, (adaptation française de Unexpected par Sandy Moelling) tranche ainsi clairement avec les précédents titres du groupe, par son son electro et ses textes critiquant à mots couverts Lorie, Alizée ou Britney Spears. Les radios ne diffusent pas le titre et il faut attendre juin pour qu'un premier single, À ta liberté, soit réellement commercialisé. Par ailleurs, ce titre, consacré aux femmes soumises, s'attire les foudres de certaines associations religieuses musulmanes. En octobre 2005, le titre Une femme pressée devient le générique de fin de la seconde saison de la série Léa Parker, mais seulement pour 15 épisodes et sans commercialisation. Avec si peu de promotion, les ventes avoisinent finalement les 65 000 exemplaires[réf. nécessaire].
En 2006, alors que le best-of annoncé depuis des mois semble se profiler, Claire L annonce qu'elle quitte le groupe.

### Best Ofet séparation du groupe (2006—2007)
Claire L ayant quitté le groupe, les L5 ne sont donc logiquement que quatre dans le clip de Walk Like an Egyptian (reprise des Bangles), premier inédit de la compilation, qui sort en novembre 2006, là encore sans réelle promotion de la part de la maison de disques Universal. Le best-of n'atteint aucun classement, et les filles annoncent leur séparation lors du Morning Café du 20 décembre 2006 — à cinq, Claire étant revenue soutenir ses amies dans les derniers moments du groupe. Douze ans après, Alexandra explique les raisons de leur séparation : « Niveau contractuel, on était à la fin du contrat, donc ça tombait très bien, on n'avait plus d'obligation. On a sorti un best of pour clôturer tout ça. On en avait marre, car on avait beaucoup beaucoup de pression, on commençait à lâcher et on n'en pouvait plus de faire des concessions. On est vraiment arrivées à la fin de l'histoire, mais proprement. C'était le moment ».
La promotion du best-of continue cependant au début 2007, notamment à l'occasion des vingt ans de M6. C'est surtout l'occasion pour les filles d'annoncer leurs désirs de se lancer chacune dans une carrière solo, après 4 380 000 de disques vendus. Lydy est la première à se lancer, début 2008, sous son véritable nom, Louisy Joseph. Elle sort un single, Assis par terre, produit par Pascal Obispo, et participe aux premières parties de la tournée de Christophe Maé.

### Reformation sans Louisy Joseph (2010—2013)
En 2010, Coralie, Alexandra et Marjorie reforment le groupe pour une tournée baptisé Tribute To L5 de quatre dates de concerts durant l’été au cours desquels elles reprennent les plus grands hits du groupe qui les ont fait connaître.
En 2011, Claire L. rejoint le groupe sur les émissions Génération 2000 sur TF1 (Toutes les femmes de ta vie) et Les Années 2000, le retour sur M6 (medley : Toutes les femmes de ta vie, Une étincelle, Question de survie). 
À la suite de ce regain d’intérêt pour le groupe, Claire s'est lancée en 2012 dans les auditions à l'aveugle de la deuxième saison de The Voice : La Plus Belle Voix en France, mais a été recalée. Elle participe également, avec Louisy Joseph, à Génération Hit machine sur W9 où elle commente les musiques des années précédentes avec d'autres personnalités comme Magloire, Lââm, M. Pokora, Jérôme Anthony, Alex Goude et Nelly Furtado.
En 2012, les L5 apparaissent sur le plateau de Bienvenue chez Cauet sur NRJ 12, Génération tubes de toujours sur TF1 (Toutes les femmes de ta vie) et le Meilleur du Top 50 - Hits de diamants sur W9 (Toutes les femmes de ta vie). Les quatre chanteuses annoncent alors une tournée pour 2012—2013 qui ne se réalisera pas, Claire L. quitte à nouveau le groupe.

### Elles 2 (2014—2015)
Claire L. ayant quitté le navire et Coralie n’étant pas disponible, Alexandra et Marjorie apparaissent en 2014 dans la saison 4 de L'Île des vérités sur NRJ 12 en tant que guests pour annoncer leur retour en duo sous le nom des Elles 2. Elles sortent un single inédit en décembre 2014, Tout conte fait et Rick, dont elles poursuivent la promotion en 2015. Louisy Joseph, quant à elle, participe à la cinquième saison de Danse avec les stars. Celle-ci profitera de cet engouement pour participer à plusieurs émissions notamment l'Académie des 9.
Fin 2015, une photo est publiée sur les réseaux sociaux montant les cinq filles ensemble. Des rumeurs d’un retour du groupe à cinq circule sur la toile, rapidement démenti par Louisy Joseph.

### Retour sous New L5 (2016-2021)
Alors qu’il est question de remplacer uniquement Louisy Joseph pour la tournée 2016, Claire L. se désiste à nouveau et doit être également remplacée. C’est ainsi qu’en avril 2016, Marjorie, Coralie et Alexandra annoncent leur retour sous le nom de New L5, accompagnées de deux nouvelles membres, Adeline et Julie,,,. Le nouveau groupe parcourt les villes de France entre 2016 et 2018. En 2019, le groupe rejoint la tournée Back to Basics, aux côtés d‘autres stars des années 2000 comme Assia, Lââm, Matt Houston, Nuttea, Tribal King, Slaï ou encore Willy Denzey.

### Retour des L5 originales (2022)
Début 2022, le groupe historique se reforme dans le cadre de plusieurs émissions musicales diffusées sur W9. Le 10 janvier 2022, un documentaire intitulé L5, 20 ans après, l'histoire du groupe est diffusé sur YouTube. Le 22 janvier 2022, elles apparaissent dans l'émission La Chanson secrète avec Nabilla Benattia sur TF1. Le 29 juin 2022, elles se produisent sur le plateau de l’émission Le plus grand karaoké de France sur M6 sans Claire L, absente sur cette date. Le 25 août 2022, elles se produisent sur le plateau de l’émission Les 500 chansons préfères des Français sur M6.

## Membres

### Membres actuels
- Alexandra Canto (Alex Dana), née le 26 juin 1978 à Marseille (Bouches-du-Rhône) (depuis 2001)
- Marjorie Parascandola (Margie Nelson), née le 8 octobre 1980 à Pierrelatte (Drôme) (depuis 2001)
- Coralie Gelle (Coraly Emoi), née le 7 octobre 1977 à Bressuire (Deux-Sèvres) (2001-2013, depuis 2016)

### Anciens membres
- Claire Litvine (Claire L.), née le 4 avril 1972 à Pau (Pyrénées-Atlantiques) (2001—2006, 2007, 2011-2013, 2022)
- Louisy Joseph (Lydy), née le 14 avril 1978 à Vénissieux (Rhône) (2001—2007, 2022)
- Adeline Gomez, née le 20 janvier 1986 à Pertuis (Vaucluse) (2016-2023)
- Julie Herbillon (2016-2023)

## Discographie

### Albums studio
- 2001 : L5
- 2002 : Retiens-moi
- 2005 : Turbulences

## Tournées
| Année(s)           | Nom                 | Dates          | Album soutenu  |
| Tête d'affiche     | Tête d'affiche      | Tête d'affiche | Tête d'affiche |
| ------------------ | ------------------- | -------------- | -------------- |
| 2002               | L5 Tour 2002        | 25             | L5             |
| 2003               | L5 : Deuxième Acte  | 23             | Retiens-moi    |
| 2006               | Best of Tour        | 19             | Turbulences    |
| 2010               | Tribute to L5       | 4              | Tous           |
| 2023               | L5 on stage         | 5              | Tous           |
| Tournées partagées |                     |                |                |
| 2019               | Back to Basics Tour | 6              | Tous           |
| 2022               | Back to Basics 2000 | 17             | Tous           |
| 2026               | I Gotta Feeling     | 24             | Tous           |

## Bandes dessinées
- Histoires d'elles 5 (2005)

## Filmographie
- 2002 : Comment devenir Popstars : L’histoire vraie du groupe L5 : Documentaire regroupant les images de leurs castings, formation et débuts dans Popstars
- 2003 : La Famille Delajungle, le film : voix
- 2004 : L5 Le Live : Concert de leur deuxième tournée, enregistré au Zénith de Paris (12.12.2003)